# Willem Ragut
Willem Marinus Ragut (Leiden, 31 juli 1897 - Zaandam, 21 juni 1944) was een Nederlandse politieman. Hij werkte tijdens de Tweede Wereldoorlog met de Duitsers samen en werd daarom geliquideerd. 

## Levensloop
Ragut was van 1924 tot 1941 hoofd van de politie van Beverwijk. Samen met zijn vrouw was hij zeer actief in het sociale en culturele leven van die plaats. Hij was ook zeer sportief. Hij moest gedwongen uit Beverwijk vertrekken omdat hij in beslag genomen kaas achterover had gedrukt. Ragut werd benoemd tot plaatsvervangend leider van de dienst die in het leven werd geroepen om het bezit van gedeporteerde joden te inventariseren en beheren. Vervolgens volgde een promotie tot politiechef in Zaandam.
Op 4 december 1943 raakte Ragut verwikkeld in een vuurgevecht met SS'ers Willem Polak en Henk Slot. Zij hadden een aanslag gepleegd op Gerard Pauw en Leendert Verdoorn als onderdeel van Aktion Silbertanne. Verdoorn overleed twee dagen later aan zijn verwondingen. Ragut was die dag vrij, maar droeg een pistool bij zich. Hij wist niet dat Polak en Slot aan zijn kant stonden. Ragut werd geraakt, maar de kogel ketste af op zijn broekrits .
Ragut was lid van de NSB en werkte voor de Sicherheitsdienst. In die hoedanigheid was hij verantwoordelijk voor de arrestatie van verschillende verzetsmensen. De Raad van Verzet in Zaandam besloot daarom dat Ragut geëlimineerd moest worden. Twee eerdere pogingen hem te doden waren mislukt. Via Jan Brasser kregen Hannie Schaft en Jan Bonekamp de opdracht.
Op de ochtend van 21 juni 1944 schoot Schaft Ragut, die op weg was van zijn huis naar het politiebureau, in de rug. Ragut hield rekening met een aanslag op zijn leven en droeg twee pistolen bij zich. Hij slaagde er nog in terug te schieten voordat hij aan zijn verwondingen overleed. De politieman raakte Bonekamp die vervolgens zwaar gewond een huis binnen vluchtte. Een buurman waarschuwde de politie die vervolgens de Sicherheitsdienst inschakelde. Bonekamp werd nog verhoord voordat hij aan zijn verwondingen overleed. Kort voor zijn sterven noemde Bonekamp nog de naam van Schaft. In zijn portefeuille droeg hij een foto bij zich die de Duitsers van pas kwam toen zij Schaft negen maanden later arresteerden.